# Pirazolină
Pirazolina este un compus organic heterociclic cu formula chimică C3H6N2.
Există trei pirazoline izomere:
- 1-pirazolină
- 2-pirazolină
- 3-pirazolină